# 芒谷阿园 (佛罗里达州)
芒谷阿园（英語：Mangonia Park），是美国佛罗里达州下属的一座城镇。建立于1947年。面积约 为1.8平方公里（约合0.7平方英里）。根据2010年美国人口普查，该市有人口1,888人。论人口在本州排行第289。